# Championnat d'Amérique du Sud masculin de volley-ball des moins de 19 ans 2010
Navigation
Édition précédente
Le 17e championnat d'Amérique du Sud masculin de volley-ball des moins de 19 ans s'est déroulé du 12 au 16 avril 2010 à  La Guaira, au Venezuela. Il a mis aux prises les six meilleures équipes continentales.

## Équipes présentes
- Argentine
- Brésil
- Chili
- Colombie
- Pérou
- Venezuela

## Classement final
| Place              | Équipe    |
| ------------------ | --------- |
| Médaille d'or      | Argentine |
| Médaille d'argent  | Brésil    |
| Médaille de bronze | Venezuela |
| 4                  | Colombie  |
| 5                  | Chili     |
| 6                  | Pérou     |